# Orthopodomyia aureoantennata
Orthopodomyia aureoantennata är en tvåvingeart som beskrevs av Franco Ferrara 1973. Orthopodomyia aureoantennata ingår i släktet Orthopodomyia och familjen stickmyggor.
Artens utbredningsområde är Kamerun. Inga underarter finns listade i Catalogue of Life.